# Eleccions legislatives hongareses de 1998
Les eleccions legislatives hongareses de 1998 se celebraren el 24 de maig de 1998 per a renovar els 386 membres de l'Assemblea Nacional d'Hongria. El partit més votat fou el Fidesz – Unió Cívica Hongaresa i Viktor Orbán fou nomenat primer ministre d'Hongria.

## Resultats
Resum dels resultats electorals de 24 de maig de 1998 a l'Assemblea Nacional d'Hongria (Országgyűlés) 
| Partits i coalicions                                                       | Vots      | %     | +/-    | Escons | +/-  |
| -------------------------------------------------------------------------- | --------- | ----- | ------ | ------ | ---- |
| Fidesz – Unió Cívica Hongaresa (Fidesz - Magyar Polgári Szövetség)         | 1 340 826 | 29.48 | +22.46 | 148    | +128 |
| Partit Socialista Hongarès (Magyar Szocialista Párt)                       | 1 497 231 | 32.92 | -0.06  | 134    | -75  |
| Partit dels Petits Propietaris (Független Kisgazdapárt)                    | 597 820   | 13.15 | +4.34  | 48     | +22  |
| Aliança dels Demòcrates Lliures (Szabad Demokraták Szövetsége)             | 344 352   | 7.57  | -12.16 | 24     | -45  |
| Fòrum Democràtic Hongarès (Magyar Demokrata Fórum)                         | 127 118   | 2.80  | -8.93  | 17     | -21  |
| Partit Hongarès de Justícia i Vida (Magyar Igazság és Élet Pártja)         | 248 901   | 5.47  | +3.63  | 14     | +14  |
| Independents (Független)                                                   |           | 0.5   |        | 1      |      |
| Partit Comunista dels Treballadors Hongarès (Magyar Kommunista Munkáspárt) | 179 672   | 3.95  | -      | 0      | -    |
| Partit Popular Democristià (Kereszténydemokrata Néppárt)                   | 104 892   | 2.31  | -      | 0      | -    |
| Partit Democràtic Popular Hongarès (Magyar Demokrata Néppárt)              | 61 004    | 1.34  | -      | 0      | -    |
| Total (participació 56,26%)                                                | 4 547 682 | 100.0 |        | 386    |      |
| - Font: Valasztas.hu                                                       |           |       |        |        |      |